# Cattedrali a Vanuatu
Questa è una lista delle Cattedrali presenti a Vanuatu.

## Cattedrale cattolica
| Cattedrale                 | Diocesi              | Città     | Immagine |
| -------------------------- | -------------------- | --------- | -------- |
| Cattedrale del Sacro Cuore | Diocesi di Port-Vila | Port Vila |          |

## Cattedrale anglicana
| Cattedrale                         | Diocesi                      | Città      | Immagine |
| ---------------------------------- | ---------------------------- | ---------- | -------- |
| Pro-Cattedrale dello Spirito Santo | Diocesi anglicana di Vanuatu | Luganville |          |